# Julie Gomis
Pour les articles homonymes, voir Gomis.
Julie Marie Gomis Ndiaye, née le 7 mai 1952, est une athlète sénégalaise.

## Carrière
Julie Gomis remporte la médaille de bronze du pentathlon aux Championnats d'Afrique de 1979 à Dakar. 
Elle participe au 100 mètres haies aux Jeux olympiques d'été de 1976 ; elle est éliminée en séries.